# 崩溃

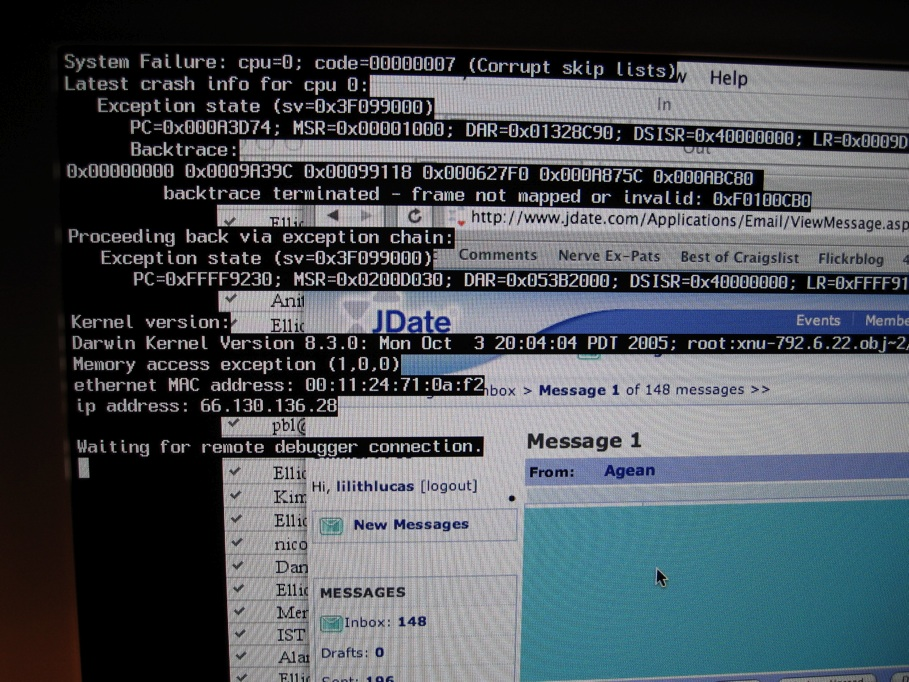
iMac崩潰時出現的錯誤訊息

崩溃（Crash）是指當应用程序或操作系统等计算机程序停止正常运行并且退出时的情況。此時操作系统或应用程序會記錄下與崩溃相关的任何详细信息，程序员可以查看有關崩潰的細節信息並且據此改進程序，如核心转储。
大多数崩溃是由程序错误引起，例如當出現記憶體區段錯誤、程式計數器中的地址值不正确、缓冲区溢出、执行无效的机器指令或触发未处理的异常時都有可能導致程序崩潰。